# Sachsen-Hildburghausen
Sachsen-Hildburghausen var ett tyskt hertigdöme, ett av de små sachsisk-ernestinska furstendömen,
som 1680 uppstod vid delningen av hertig Ernst den frommes besittningar.
Till följd av ett fördrag den 12 november 1826, varigenom hertig Fredrik, den dittillsvarande hertigen av Sachsen-Hildburghausen, bytte sitt land mot Sachsen-Altenburg, kom större delen av hertigdömet Sachsen-Hildburghausen att övergå till Sachsen-Meiningen och en mindre del till Sachsen-Coburg.

## Regerande hertigar
- Ernst av Sachsen-Hildburghausen (1680–1715)
- Ernst Fredrik I av Sachsen-Hildburghausen (1681–1724)
- Ernst Fredrik II av Sachsen-Hildburghausen (1707–1745)
- Ernst Fredrik III av Sachsen-Hildburghausen (1727–1780)
- Fredrik av Sachsen-Altenburg (1780–1826)

## Källa
Den här artikeln är helt eller delvis baserad på material från Nordisk familjebok, Sachsen-Hildburghausen, 1904–1926.